# Julia Daudet
Julia Rosalie Céleste Allard, conocida como Julia Daudet tras su matrimonio, (París, 13 de julio de 1844-París, 23 de abril de 1940), fue una escritora, poeta y periodista francesa conocida también bajo los seudónimos de Marguerite Tournay, Madeleiney, Rose-Lise y Karl Steen. Fue condecorada como Caballero de la Legión de Honor francesa.

## Biografía
Julia Allard era la hija menor de unos pequeños burgueses industriales y republicanos de Marais que amaban la literatura, cultivaban la poesía y organizaban un salón literario que frecuentaba la poetisa Marceline Desbordes-Valmore.
A los 17 años publicó una colección de poemas bajo el seudónimo de Marguerite Tournay. En 1865 conoció a Alphonse Daudet en la premiere de una obra de los hermanos Goncourt. El 29 de enero de 1867 se casó con Alphonse Daudet y se convirtió en su colaboradora, revisando todos sus textos. Tuvieron tres hijos, Léon Daudet, Lucien Daudet y Edmée Daudet.
La pareja se alojó en Vigneux; más tarde, en su casa de verano de Champrosay. Allí recibieron a amigos escritores como Émile Zola o Edmond de Goncourt, que llegó a admirarla a pesar de su misoginia y del que se convirtió en discípula.
Fue conocida por organizar en París el salón literario Els Dijous (Los Jueves), al que acudían escritores y poetas como Edmond de Goncourt, Hélène Vacaresco, Maurice Barrès, Émile Zola, Édouard Drumont, Rosemonde Gérard-Rostand, Guy de Maupassant, Ernest Renan, Arthur Meyer, Léon Gambetta o Rachilde, entre otros. En septiembre de 1876, el pintor Pierre-Auguste Renoir recibió la invitación de Alphonse Daudet para que pasara un mes en su residencia de Champrosay. Durante su estancia, retrató a Julia Alphonso en una de sus obras más conocidas y que fue incluida en la colección del Museo de Orsay de París, titulada Madame Alphonse Daudet.
En 1897 falleció su marido Alphonse, aunque ella siguió escribiendo, publicando obras como Enfants et Mères…(1889), Poésies (1895) y Reflets sur le sable et sur l’eau (1903).
Fue columnista de Le Musée Universel bajo el seudónimo de Madeleiney y del L’Evenement con el seudónimo Rose-Lise. Colaboró como crítica literaria bajo el seudónimo de Karl Steen en varias revistas como el Journal Officiel. También formó parte de organizaciones benéficas como la Cruz Roja o Petits lits blancs y del Comité para la protección de monumentos del viejo París.
En 1904 fundó el premio literario Femina junto a las poetisas francesas Judith Gautier y Anna de Noailles. Ese mismo año, Daudet formó parte del jurado del premio, compuesto solo por mujeres, promovido por la revista La Vie Hereuse, con la dirección de  Anna de Noailles.
En 1913, fue una de las primeras lectoras del manuscrito de À la recherche du temps perdu de Marcel Proust, gracias a su hijo Lucien Daudet que fue uno de los primeros amores del escritor. El texto la cautivó de inmediato y animó al autor a perseverar, ya que Marcel Proust dudaba mucho de su talento como escritor debido a que la novela había sido rechazada por todos los editores. De hecho, jugó un papel clave en la entrega del premio Goncourt a Proust. Su hijo Lucien también mantuvo una relación con Jean Cocteau, a quien Daudet acogió como un miembro más de la familia.
Murió en París a los 95 años.

## Reconocimientos
En 1922, Daudet fue nombrada Caballero de la Legión de Honor por su implicación en orgranizaciones como la Cruz Roja o el Comité para la protección de monumentos del viejo París.

## Obras
- L'enfance d'une Parisienne, 1883[21]
- Enfants et mères…, Alphonse Lemerre, éditeur. 1889[22]
- Poésies, Alphonse Lemerre, éditeur. 1895
- Reflets sur le sable et sur l'eau, Alphonse Lemerre, éditeur. 1903
- Miroirs et mirages, Fasquelle, 1905[23]
- Au bord des terrasses, Lemerre, 1907
- Souvenirs autour d'un groupe littéraire, Charpentier, 1910
- Quand Odile saura lire, Crès, 1919
- Journal de famille et de guerre, 1914–1919, Fasquelle, 1920
- Lumières et reflets, Lemerre, 1920[24]